# Auf der Suche nach Überlebenden
Auf der Suche nach Überlebenden (Originaltitel: The Eye of the Beholder) ist die 15. Episode der ersten Staffel der Science-Fiction-Zeichentrickserie Die Enterprise. Sie wurde in englischer Sprache erstmals am 5. Januar 1974 bei NBC ausgestrahlt. In Deutschland war sie zum ersten Mal unter dem Titel Die gejagten Jäger am 30. März 1976 in einer stark geschnittenen und inhaltlich veränderten synchronisierten Fassung im ZDF zu sehen. Eine ungekürzte, originalgetreue Synchronfassung erschien erstmals 1994 auf VHS. Die erste Fernsehausstrahlung dieser Fassung erfolgte am 28. September 2016 auf Tele 5.

## Handlung
Im Jahr 2269 bei Sternzeit 5501.2 fliegt die Enterprise nach Lactra VII, um dort das Verschwinden von sechs Wissenschaftlern zu klären. Deren Raumschiff, die Ariel, fliegt führerlos in einer Umlaufbahn. Laut ihrem Logbuch ging der Kontakt zu einem Außenteam verloren, woraufhin der Kommandant Tom Markel mit dem Rest der Besatzung vorschriftswidrig auf den Planeten beamte, um nach seinen Leuten zu suchen.
Da die Besatzung der Ariel mit den Scannern der Enterprise nicht erfasst werden kann, beschließt Captain Kirk, zusammen mit seinem ersten Offizier Spock und Schiffsarzt McCoy zu den gleichen Koordinaten hinunter zu beamen wie Markel. Sie finden sich in einer Gegend mit heißen Quellen wieder und müssen einige wilde Tiere abwehren. Kirk kann Kontakt mit einem Kommunikator der Ariel-Besatzung aufnehmen. Niemand antwortet, doch Kirk kann den Standort des Geräts bestimmen. Auf ihrem Weg dorthin stellen sie fest, dass sich die Landschaft mehrfach auffallend stark verändert. Sie kommen zuerst durch eine Wüste und finden sich dann in einem Wald wieder. Spock vermutet, dass die Landschaft künstlich gestaltet wurde.
Als mehrere fliegende Wesen Kirk und seine Leute angreifen, werden sie unvermittelt von einem Kraftfeld aufgehalten. Nun tauchen drei Lactraner auf. Bei diesen handelt es sich um große, schneckenartige Wesen mit langen Rüsseln. Sie nehmen Kirk, Spock und McCoy gefangen und tragen sie weiter in Richtung des Funksignals. Spock, der als Halb-Vulkanier telepathische Fähigkeiten besitzt, baut einen Kontakt zu den Wesen auf, die offenbar telepathisch kommunizieren, doch ihre Gedanken sind zu schnell für ihn. Er vermutet daher, dass die Lactraner den Menschen geistig weit überlegen sind.
Am Ziel angekommen, werden Kirk und seine Leute in einen Bereich eingesperrt, der mit einem Kraftfeld umgeben ist. Ihre Waffen und Kommunikatoren werden ihnen abgenommen. Spock vermutet, dass sie in eine Art Zoo gebracht wurden. Sie treffen hier auf die überlebenden Besatzungsmitglieder der Ariel. Drei Mann sind bereits tot und eine Offizierin ist schwer erkrankt. McCoy versucht sie zu heilen, doch er benötigt seine Ausrüstung, die zusammen mit den restlichen Geräten auf Tischen außerhalb des Geheges aufbewahrt wird. Spock schlägt vor, sich intensiv auf die Instrumente zu konzentrieren, um den Lactranern telepathisch den Wunsch danach zu vermitteln. Das gelingt tatsächlich und McCoy kann die Kranke behandeln.
Am nächsten Tag will Kirk die gleiche Methode noch einmal anwenden, um an einen Kommunikator zu gelangen. Eine Krankheit wird vorgetäuscht und die anderen konzentrieren sich auf einen Kommunikator. Ein kleiner Lactraner, offenbar ein Kind, empfängt den Wunsch und reicht einen Kommunikator ins Gehege. Kirk befiehlt Chefingenieur Scott, die Gruppe hochzubeamen, doch da schnappt sich der Lactraner den Kommunikator wieder und Scott beamt versehentlich ihn aufs Schiff. Die Eltern des Kleinen machen sich Sorgen und wollen in Kirks Gedanken eindringen, um zu erfahren, was mit ihrem Kind geschehen ist. Nach einer Weile beamt Scott mit dem Kind auf den Planeten. Er erklärt, dass Kind habe seine Gedanken und anschließend die Aufzeichnungen der Enterprise gelesen. Er teilt sein neues Wissen nun seinen Eltern mit und den Lactranern wird nun klar, dass die Menschen zwar aus ihrer Sicht noch primitiv sind, sich aber auf dem Weg zu einer höheren Intelligenzstufe befinden. Die Menschen werden daher freigelassen und die Lactraner bieten ihnen an, ihren Planeten in 20 oder 30 Jahrhunderten erneut zu besuchen.

## Verbindungen zu anderen Star-Trek-Produktionen
Im Film Star Trek VI: Das unentdeckte Land von 1991 ist der Planet Lactra VII auf einer Sternenkarte verzeichnet.
Die Folge 7.18 (Der Fall “Utopia Planitia”) der Nachfolgeserie Raumschiff Enterprise – Das nächste Jahrhundert von 1994 hat einen fast identischen Originaltitel (Eye of the Beholder). Inhaltliche Bezüge zwischen den beiden Folgen gibt es allerdings nicht.

## Produktion

### Drehbuch
Die Folge wurde von David P. Harmon geschrieben, der bereits zwei Drehbücher für die Vorgängerserie Raumschiff Enterprise verfasst hatte.

### Sprecher und Figuren
Die Nebenfiguren Lieutenant Hikaru Sulu und Lieutenant Kyle treten in dieser Folge zwar auf, haben aber keinen Text.

## Adaptionen
Alan Dean Foster schrieb eine Romanfassung von Auf der Suche nach Überlebenden, die auf Englisch erstmals 1976 erschien. Die deutsche Übersetzung erschien 1993.